# 益田玲爾
益田 玲爾（ますだ れいじ、1965年 - ） は、日本の水産学者。京都大学フィールド科学教育研究センター教授、京都大学舞鶴水産実験所長。

## 人物・経歴
神奈川県横浜市生まれ。武蔵高等学校を経て、1990年静岡大学理学部生物学科卒業。1995年東京大学大学院農学系研究科博士課程修了、博士（農学）。
1996年イギリス留学（日本学術振興会海外特別研究員）。1998年ハワイ・パシフィック大学海洋研究所研究員。
2000年京都大学農学部附属水産実験所助手。2003年京都大学フィールド科学教育研究センター里域生態系部門里海生態保全学分野助教授。
2012年京都大学舞鶴水産実験所長。2020年京都大学フィールド科学教育研究センター里域生態系部門里海生態保全学分野教授、京都大学舞鶴水産実験所長。

## 著書
- 『魚の心をさぐる : 魚の心理と行動』成山堂書店 2006年

## 受賞
- 栽培漁業国際シンポジウム最優秀口頭発表賞 2002[4]
- 日本水産学会水産学奨励賞 2003[4]
- DOBIS国際シンポジウム Best Poster Award 2005[4]
- 日本水産学会論文賞 2009[4]